# Aalto-universitetet
Aalto-universitetet (finska: Aalto-yliopisto) är ett universitet i Esbo och Helsingfors som inledde sin verksamhet 1 januari 2010.
Universitetet bildades genom att tre existerande högskolor – Helsingfors handelshögskola, Konstindustriella högskolan och Tekniska högskolan – gick samman. En arbetsgrupp vid Finansministeriet kom 2004 fram till att de finländska universiteten och högskolorna var för många för att vara internationellt konkurrenskraftiga och föreslog en konsolidering. Med anledning av detta föreslog Konstindustriella högskolans rektor Yrjö Sotamaa 2005 en sammanslagning av de tre högskolorna som kom att ingå i Aalto-universitetet. 

## Organisation
Aalto-universitetet består av sex högskolor:
- Aalto-universitetets handelshögskola
- Aalto-universitetets högskola för elektroteknik
- Aalto-universitetets högskola för ingenjörsvetenskaper
- Aalto-universitetets högskola för kemiteknik
- Aalto-universitetets högskola för konst, design och arkitektur
- Aalto-universitetets högskola för teknikvetenskaper